# 伏見 (伏見型砲艦)
| 伏見               |                                    |
| 艦歴               |                                    |
| 計画               | ③計画                              |
| 起工               | 1938年7月15日                      |
| 進水               | 1939年3月26日                      |
| 就役               | 1939年7月15日                      |
| 除籍               | 1947年5月3日                       |
| 性能諸元（竣工時） |                                    |
| 排水量             | 基準：304t 公試：350t              |
| 全長               | 50.3m                              |
| 全幅               | 9.80m                              |
| 吃水               | 1.20m （公試平均）                 |
| 主缶               | ホ号艦本式混焼缶2基                |
| 主機               | 艦本式タービン2基2軸 2,200hp       |
| 速力               | 17.0kt                             |
| 航続距離           | 1,400NM / 14.0kt （重油54t）       |
| 乗員               | 61名                               |
| 兵装 （竣工時）    | 短8cm単装高角砲1門 25mm連装機銃1基 |

伏見（ふしみ）は、日本海軍の砲艦。伏見型砲艦の1番艦である。艦名は先代伏見の襲用で、この名を持つ日本海軍の艦船としては2隻目。

## 艦歴
藤永田造船所において建造。1939年1月20日、本艦と他3隻（初鷹、雪風、伊号第15潜水艦）はそれぞれ艦艇類別等級表に類別される。同年7月15日に竣工した。
日中戦争において、長江遡行作戦に加わった。太平洋戦争においては、長江流域の警備に従事した。1944年10月1日に軍艦から除かれ艦艇の砲艦に類別が変更された。11月26日、安慶で中国軍機の攻撃を受け大破着底し、引揚げられ上海に曳航されたが、終戦時には航行不能の状態であった。その後、中華民国に接収され国府海軍の「江鳳 Chiang-Feng」となるが、1949年に中華人民共和国の所属となった。

## 艦長
艤装員長
1. 藤谷安宅 中佐：1939年4月1日[2] - 1939年7月15日[3]

艦長/砲艦長
1. 藤谷安宅 中佐：1939年7月15日[3] - 1940年11月15日[4]
2. 谷口秀志 中佐：1940年11月15日[4] - 1942年8月1日[5]
3. 繼一 少佐/中佐：1942年8月1日[5] - 砲艦長 1944年10月1日[6] - 1944年10月10日[7]
4. （兼）繼一 中佐：1944年10月10日[7] - 1944年12月23日[8] （本職：第一砲艦隊司令）、以後砲艦長の発令無し。

## 同型艦
- 隅田 [II]

## 参考資料
- 国立国会図書館デジタルコレクション - 国立国会図書館
  - 海軍大臣官房『海軍制度沿革. 巻8(1940年印刷)』海軍大臣官房、1940年。
- 呉市海事歴史科学館編『日本海軍艦艇写真集 航空母艦・水上機母艦』ダイヤモンド社、2005年。
- 片桐大自『聯合艦隊軍艦銘銘伝』普及版、光人社、2003年。